# Verbove, Sokal
Verbove (în ucraineană Вербове) este un sat în comuna Murovanne din raionul Sokal, regiunea Liov, Ucraina.

## Demografie
Componența lingvistică a localității Verbove
     Ucraineană (100%)
Conform recensământului din 2001, toată populația localității Verbove era vorbitoare de ucraineană (100%).